# René Brion
René Brion, né à Bruxelles en 1958, est un historien belge, spécialisé en histoire économique, plus particulièrement en histoire des ingénieurs, des entreprises industrielles et de la politique monétaire.
René Brion a obtenu une (2e) licence en histoire contemporaine de l'Université libre de Bruxelles (ULB) en 1980. Son mémoire de fin d'études portait sur l'exploitation forestière dans le Luxembourg sous le régime "hollandais" du roi grand-duc Guillaume Ier. Avant de quitter l'université, il y a encore suivi les cours de la section Infodoc (gestion de l'information).
Depuis qu'il a accompli son service militaire - pendant lequel il a suivi la formation d'officier de réserve dans la force aérienne - il s'adonne à des recherches pour le compte d'associations ou sociétés diverses (ingénieurs, entreprises, etc.) qui cherchent à mieux se faire connaître (histoire, réalisations, etc.), notamment à l'occasion d'un anniversaire important ou jubilé. Il établit également des inventaires d'archives de sociétés industrielles ou bancaires.
René Brion, qui est marié et père de famille, vit en bordure de la région bruxelloise.

## Publications (échantillon)
- L'armée et la conquête d'une dixième province par le défrichement des bruyères (1835-1856); in: Revue belge d'Histoire militaire, n° XXV-8, décembre 1984; pp. 667-676.
- (coordination & secrétariat scientifique), Livre blanc - Patrimoine industriel et technique ancien de la Belgique; publié à l'occasion du centenaire de la Société royale belge des Ingénieurs et des Industriels, in: Technologia, n° 9 (1), 1986.
- (avec A. Buyle), L'hôtel Ravenstein siège de la Société royale belge des Ingénieurs et des Industriels; Bruxelles, 1987; 72 pages (ill.).
- (co-auteur avec notamment J.-L. Moreau), Fédération des Entreprises de Belgique 1895-1995 : 100 ans pour l'entreprise; Bruxelles (éd. Racine), 1995; 304 pages (ill.).
- (avec J.-L. Moreau), Fabrimétal - 50 ans au cœur de l'industrie; Bruxelles (éd. Racine), 1996; 223 pages (ill.).
- (avec J.-L. Moreau et Odile De Bruyn), Groupe Fabricom. 50 ans d'histoire (1946-1996)- De la PME au groupe européen; Bruxelles (éd. Racine), 1998; existe en version anglaise.
- (avec J.-L. Moreau), Tractebel 1895-1995 - Les métamorphoses d'un groupe industriel; Anvers (Fonds Mercator), 1995; 343 pages (ill.).
- (avec J.-L. Moreau), La Société générale de Belgique 1822-1997; Anvers (Fonds Mercator), 1998.
- (avec J.-L. Moreau), De la mine à Mars. La genèse d'Umicore; Tielt (Lanoo), 2006; ~400 pages.
- (avec J.-L. Moreau, Th. Michel, Colette Braeckman, etc.), Katanga business; Bruxelles (La Renaissance du Livre), 2009; 192 pages (ill.).
- (avec J.-L. Moreau), Le billet dans tous ses États - Du premier papier-monnaie à l'euro; Anvers (Fonds Mercator), 2001.
- (avec J.-L. Moreau), La politique monétaire belge dans une Europe en reconstruction 1944-1958; Bruxelles (Banque nationale de Belgique), 2005.